# Frances Day
Frances Day (nome verdadeiro Frances Victoria Schenck; 16 de dezembro de 1908 — 29 de abril de 1984) foi uma atriz e cantora norte-americana, que alcançou grande popularidade no Reino Unido na década de 1930.
A carreira de Day começou como uma cantora de cabaré em boates de Nova Iorque e Londres. Ela percorreu as províncias em 1930 e fez sua estreia nos palcos de Londres no Hipódromo em 1932. Na década de 1950, ela era um membro painelista regular na versão britânica da popular série de TV, What's My Line?.